# كينبو الأميركي
كينبو الأميركي، هو مصطلح عام لمجموعة من الأساليب القتالية هاواي الأصل التي طورت في الولايات المتحدة. ومع ذلك، فإن المصطلح غالبا ما يُشير إلى طريقة مخصصة لأسلوب القتال، أسسها أستاذ كبير إد باركر (Ed Parker) في الولايات المتحدة في منتصف 1950.
هذا الأسلوب غالبا ما يُشير إلى مصطلحات مختلفة مثل : كينبو الأميركي، إد باركر كينبو (Ed Parker Kenpo) الكاراتيه كينبو إد باركر كينبو الكاراتيه الأمريكية (EPAK)، الخ. في فرنسا، المصطلحات غابا تستعمل لأجل تعيين كينبو الأميركي أو كينبو الأمريكية. هذا الأسلوب ولد من تطرو بطيئ بدأت تنميته سنة 1950 في الولايات المتحدة من قِبل إد باركر. مع رغبته في تكيف فنّه إلى حالات مختلفة من الاعداءات التي قد تحدث في شوارع المدن الحديثة.